# Obernberg am Brenner
Obernberg am Brenner – gmina w Austrii, w kraju związkowym Tyrol, w powiecie Innsbruck-Land. Według danych Austriackiego Urzędu Statystycznego liczyła 357 mieszkańców (1 stycznia 2015).

## Współpraca
Miejscowość partnerska:
- Heddesbach, Niemcy